# NGC 190
NGC 190 là một cặp thiên hà tương tác được phát hiện năm 1894 nằm trong chòm sao Song Ngư. Thiên hà này được tạo do sự va chạm của hai thiên hà vào khoảng 30 triệu năm trước.